# Войцехувка (Великопольське воєводство)
Войцехувка (пол. Wojciechówka) — село в Польщі, у гміні Желязкув Каліського повіту Великопольського воєводства.
Населення — 303 особи (2011).
У 1975-1998 роках село належало до Каліського воєводства.

## Демографія
Демографічна структура станом на 31 березня 2011 року:
|          | Загалом | Допрацездатний вік | Працездатний вік | Постпрацездатний вік |
| -------- | ------- | ------------------ | ---------------- | -------------------- |
| Чоловіки | 149     | 37                 | 101              | 11                   |
| Жінки    | 154     | 36                 | 94               | 24                   |
| Разом    | 303     | 73                 | 195              | 35                   |